# Портичи
По̀ртичи (на италиански: Portici, на неаполитански: Puortece, Пуортече) е град и община в Южна Италия, провинция Неапол, регион Кампания. Разположен е на 29 m надморска височина. Населението на града е 53 981 души (към 31 декември 2010 г.).

## Известни личности
Родени в Портичи
- Карлос IV (1748 – 1819), крал на Испания
- Мария-Лудовика Бурбон-Испанска (1772 – 1792), императрица на Свещената Римска империя
- Гулиелмо Фереро (1871 – 1941), историк и писател

Починали в Портичи
- Мария-Исабела Бурбон-Испанска (1789 – 1848), кралица